# アッサムセタカガメ
アッサムセタカガメ（Pangshura sylhetensis）は、イシガメ科コガタセタカガメ属に分類されるカメ。

## 分布
インド（アッサム州、アルナーチャル・プラデーシュ州、ナガランド州、ミゾラム州、メーガーラヤ州）、バングラデシュ北部
種小名sylhetensisは「シレット産の」の意。

## 形態
最大甲長20センチメートルとコガタセタカガメ属最小種。オスよりもメスの方が大型になる。椎甲板には筋状の盛りあがり（キール）があり、第3椎甲板のキールは後方に突出する。第5椎甲板は中央部より前方が最も幅広い。縁甲板は左右に13枚ずつで、後部縁甲板は外縁が鋸状に尖る。背甲の色彩は褐色や暗黄色で、キールには淡赤色や淡黄色の縦縞が入り縦縞が暗色で縁取られる個体もいる。腹甲の色彩は黄色で、甲板ごとに黒や暗褐色の斑紋が入るが全体的に暗褐色の個体もいる。
頭部や頚部の色彩は暗緑色や褐色。眼の下部から後部を通り反対側の眼の後部にかけて三日月状の赤い斑紋が入る。頸部には白や淡黄色の縦縞が入る。
飼育下では長径3.4-4.5センチメートル、短径2.1-2.3センチメートルの卵を産んだ例がある。

## 生態
標高300メートル以下の丘陵にある河川やその氾濫原にある河跡湖や湾処などに生息し、底質が泥で水生植物の繁茂する環境を好む。同属他種が同所的に分布する地域では個体数が少なく、他種が分布しないあるいは個体数が減少した地域では逆に個体数がやや増加する。アッサム州での報告例では水温の低い河川では日光浴を行い、川辺で日光浴は行わないが水から突き出た倒木や岩の上で日光浴を行う。
食性は雑食。飼育下では植物質、昆虫、甲殻類、軟体動物、ミミズなどを食べた例がある。同属他種と同じく成長に伴い植物食傾向が強くなるとされる。
繁殖形態は卵生。アッサム州の個体群は10-翌2月（主に11-12月、翌2月）に1回に6-12個（平均8-9個）の卵を産む。卵は主に3-4月に孵化する。飼育下では甲長16センチメートルのメスが卵を産んだ例がある。

## 人間との関係
生息地では食用とされることもある。
開発による生息地の破壊、食用やペット用の乱獲などにより生息数は減少している。
ペットとしても飼育されることもあり、日本にも輸入されている。2002年ごろに輸入されるようになり、流通量は少ない。